# 紐約城足球俱樂部
紐約城足球俱樂部，是美國職業足球大聯盟的職業足球隊，該隊位處紐約市，主场是坐落于纽约市布朗克斯的洋基體育場。

## 歷史
2013年5月21日，MLS官方公告紐約城足球俱樂部成為該聯盟的第二十支加盟球隊，該隊的加盟權由曼徹斯特城足球俱樂部及紐約洋基棒球隊以一億美元購得。
2015年起，該隊與奧蘭多城足球俱樂部一同加入MLS賽場。紐約城FC將是首支位於紐約市及第二支位處紐約都會區的MLS球隊。
洋基與曼城的合作，洋基大約擁有20%至25%的股權，而球隊的經營權則是在曼城隊的老闆曼蘇爾。洋基總裁李凡表示：「曼城集團負責所有足球方面的事物，我們則很清楚在紐約該怎麼發展。」
2021年賽季，紐約城足球俱樂部在季後賽中一路打進決賽，決賽中與波特蘭伐木者1-1平手，最後在互射十二码中以4-2勝出，拿下第一座美國職業足球大聯盟盃冠軍。

## 相關
第一支位於紐約都會區的MLS球隊則是紐約紅牛，位於紐澤西州哈里森市。

## 外部連結
- 官方网站